# Lev Naúmov
Lev Naúmov   (Rostov, 12 de febrer de 1925 - Moscou, 21 d'agost de 2005), nom complet amb patronímic Lev Nikolàievitx Naúmov, rus: Лев Николаевич Нау́мов, fou un pianista i compositor rus.

## Biografia
Fins al 1950 Naumow va estudiar piano amb Heinrich Neuhaus al Conservatori de Moscou i composició amb Vissarion Xebalín i Anatoli Aleksàndrov. Naúmov va començar immediatament a ensenyar al Conservatori, perquè, per raons artístiques i nervioses, no veia el seu treball ideal a la sala de concerts. A partir del 1955 es va convertir en un dels tres ajudants de Heinrich Neuhaus (al costat del fill de Neuhaus, Stanislaw) i Ievgueni Malinin), el 1967 va rebre la seva pròpia classe de piano. El 1976 es va convertir en professor i el 1980, després de la mort de Stanislaw Neuhaus, també va fer-se càrrec del seu alumne. A la seva vellesa va resumir els seus records de Neuhaus al llibre "Sota l'escut de Neuhaus". Fins a la seva mort va ensenyar al Conservatori de Moscou durant 50 anys. Naúmov va produir nombrosos artistes coneguts, 70 dels quals van guanyar els primers premis en concursos internacionals. Alguns exemples són Philippe Tamborini, Aleksei Liubímov, Andrei Hotéiev,
 Vassili Lobànov, Serguei Taràssov, Aleksandr Toradze, Anna Malikova, Andrei Gavrílov, Konstantín Sxerbakov, Andrei Gugnin, Aleksei Sultànov i Aleksandr Kobrin.
Les composicions de Naúmov són poc conegudes; Entre altres coses, va escriure una simfonia, una cantata, un quartet de corda, una sonata per a piano i diversos cicles de cançons.